# Adam Swandi
Adam Swandi (* 12. Januar 1996 in Singapur), mit vollständigen Namen Adam Bin Swandi,  ist ein ehemaliger singapurischer Fußballspieler.

## Karriere

### Verein
Adam Swandi erlernte das Fußballspielen in der National Football Academy in Singapur sowie in der Jugendmannschaft des französischen Zweitligisten FC Metz. Seinen ersten Profivertrag unterschrieb er 2015 bei den Young Lions. Die Young Lions sind eine U23-Mannschaft, die 2002 gegründet wurde. In der Elf spielen U23-Nationalspieler und auch Perspektivspieler. Ihnen soll die Möglichkeit gegeben werden, Spielpraxis in der ersten Liga zu sammeln. Für die Lions stand er 34-mal auf dem Spielfeld. 2017 wechselte er zum Ligakonkurrenten Home United. Nach 19 Spielen ging er 2018 zu Albirex Niigata (Singapur). Der Verein ist ein Ableger des japanischen Klubs Albirex Niigata. Mit dem Verein feierte er am Ende der Saison die singapurische Meisterschaft. Für Niigata spielte er zwanzigmal in der S. League und wurde zum Nachwuchsspieler des Jahres gekürt. 2019 wurde er vom Erstligisten Home United, dem heutigen Lion City Sailors, unter Vertrag genommen. Mit den Sailors gewann er 2019 den Singapore Community Shield. Das Spiel gegen Albirex Niigata (Singapur) gewann man im Elfmeterschießen. 2021 feierte er mit den Sailors die singapurische Meisterschaft. Im Februar 2022 gewann der mit den Sailors den Singapore Community Shield. Das Spiel gegen Albirex Niigata (Singapur) gewann man mit 2:1. Am Ende der Saison 2023 feierte er mit den Sailores die Vizemeisterschaft. Am 9. Dezember 2023 stand er mit den Sailors im Finale des Singapore Cup. Hier besiegte man Hougang United mit 3:1. Am 4. Mai 2024 gewann er mit den Sailors den Singapore Community Shield. Das Spiel gegen Albirex Niigata (Singapur) wurde mit 2:0 gewonnen. Im Dezember 2024 beendete der Stürmer dann wegen Herzproblemen im Alter von 28 Jahren seine aktive Karriere.

### Nationalmannschaft
Adam Swandi absolvierte von 2013 bis 2023 insgesamt 22 Partien für die singapurische A-Nationalmannschaft und erzielte dabei zwei Treffer.

## Erfolge
Albirex Niigata (Singapur)
- Singapurischer Meister: 2018
- Singapore Cup: 2018

Home United / Lion City Sailors
- Singapurischer Meister: 2021
- Singapurischer Vizemeister: 2023
- Singapore Community Shield: 2019, 2022, 2024
- Singapore Cup-Sieger: 2023

## Auszeichnungen
- S. League: Nachwuchsspieler des Jahres 2018